# Carpi
Carpi és un municipi italià, situat a la regió d'Emília-Romanya i a la Província de Mòdena. L'any 2001 tenia 65.011 habitants.

## Fills il·lustres
- Antonio Tonelli (1686-1765) fou un violoncel·lista i compositor.